# Бор (Могилёвская область)
Бор (бел. Бор) — деревня в составе Ланьковского сельсовета Белыничского района Могилёвской области Республики Беларусь.

## Население
- 2010 год — 13 человек